# Dolfijn (1654)
La East Indiaman Dolfijn era una nave mercantile olandese,  andata persa per naufragio il 15 maggio 1663 all'imbocco del porto di Galle, a Ceylon, per le pessime condizioni dello scafo.

## Storia
La East Indiaman Dolfijn fu costruita nel cantiere navale di Amsterdam nel 1654, per la locale Camera della Compagnia olandese delle Indie orientali.
Il Dolfijn salpò da Surat per Batavia il 29 aprile 1663, dopo aver caricato igname e lettere. Poco dopo la partenza, si scoprì che la nave aveva gravi infiltrazioni d'acqua all'interno dello scafo. Anche utilizzando le due pompe di sentina l'equipaggio non riuscì a contenere l'infiltrazione e ritornò in porto.
Il comandante, il capo nostromo e il secondo ufficiale scesero tutti sotto coperta per ispezionare la nave e localizzarono l'infiltrazione nella polveriera a babordo. La polvere da sparo venne scaricata e il falegname di bordo riparò la perdita. Il 30 aprile il Dolfijn salpò per la seconda volta, e quando passò lo het Hoogelant van St. Jan (altopiano o promontorio di San Giovanni), la nave venne investita dal mare grosso. Anche in questo caso l'equipaggio dovette azionare le pompe giorno e notte per tenere sotto controllo le infiltrazioni. Il 3 maggio il comandante discusse con il consiglio degli ufficiali (scheepsraad) della difficile situazione della nave. Al suo arrivo ad un posto della VOC sulla costa indiana, il Dolfijn chiese assistenza a un mercante di nome Zandtvliet. Il comandante del Dolfijn richiese la presenza a bordo di ulteriori 20 o 25 uomini da arruolare in loco, che dovevano essere utilizzati alle per pompe della nave in caso di emergenza.
I locali chiedevano però un ingaggiò troppo alto: un pagood (valuta locale) al mese, acqua, legna da ardere e riso gratis, più l'uso della cambusa e sei mesi di paga  anticipata. La nave partì senza l'assistenza richiesta, ma con 32 pacchetti di oppio da trasportare a Cochin, dove arrivò il 10 maggio, lek maar behouden (con le infiltrazioni tenute sotto controllo).  Ancora una volta alla VOC venne richiesta l'assistenza che fu però respinta, e alla nave venne detto di salpare per Galle, Ceylon, ma i problemi si intensificarono.
Il 14 maggio la nave era a 6° 10' nord, e con il maltempo quando le infiltrazioni d'acqua si aggravarono. Per non perdere il difficile ingresso della baia di Galle, il comandante decise di gettare l'ancora con tredici braccia di profondità, e per mantenere la nave asciutta l'equipaggio mise in funzione una quarta e una quinta pompa. Quando arrivò il momento di salpare, l'equipaggio era così stanco dal continuo azionamento delle pompe che non fu in grado di alzare l'ancora. Tagliata la fune la nave si portò verso l'ingresso della baia, dove si ancorò, e sparò diversi colpi di cannone come segnali di soccorso. La situazione divenne insostenibile, dal momento che anche cinque pompe in azione non bastavano per mantenere a galla la nave e servivano anche le benne. Venne deciso di portare la nave nella baia il più rapidamente possibile per salvare l'equipaggio, il denaro presente a bordo e il carico. Anche in questo caso vi fu il problema di alzare l'ancora, perché l'equipaggio era completamente occupato con le pompe o completamente esausto. Un altro problema sorse quando il pilota, salito a bordo, spiegò che era impossibile entrare nella baia perché la nave si trovava direttamente di fronte a una scogliera poco profonda e il vento non era favorevole. Consapevole della gravità della situazione, il rappresentante della VOC inviò aiuti dalla riva, ma entro la sera la nave dovette essere abbandonata.
Un testimone oculare del disastro è stato trovato nel diario di Adriaan van der Meijden, che all'epoca era un alto funzionario della VOC a Galle: Poco dopo mezzogiorno giunse una nave in direzione della baia. Dato che sparava costantemente con i suoi cannoni, pensavamo che fosse in pericolo. Inizialmente pensavamo che fosse l'Archilles in partenza dalla Persia. Abbiamo ordinato al pilota Bastiaen di salire sulla nave il più velocemente possibile perché il vento era forte e pioveva. Dopo diversi tentativi lo skipper ed ex pilota di questa baia, Daniel Harthouwer, riuscì a salire a bordo. Alla fine la costosa nave Dolfijn naufragò pietosamente in una notte buia... Il dhoni (nave portuale) portò a terra il sottomercante Meijndert Janssen. Ritornò a bordo dopo aver consegnato le lettere per Surat....
Il giorno successivo, sopra l'acqua si potevano vedere solo le cime degli alberi del Dolfijn, che aveva portato con se un grosso carico d'oro. Per proteggere il carico in attesa dei mezzi di salvataggio, alle guardie venne ordinato di impedire alle navi di avvicinarsi al relitto.
Le informazioni d'archivio suggeriscono che il Dolfijn sia affondato davanti al porto. Questo può essere interpretato in due modi: la nave affondò direttamente di fronte a Galle, secondo il pilota, dietro una scogliera o un luogo poco profondo; oppure la nave affondò davanti alla valse baai (falsa baia) sul lato ovest del forte. La nave dovrebbe trovarsi a una profondità di circa 13-20 m poiché il giorno dopo l'affondamento si vedeva solo la parte superiore degli alberi spuntare dall'acqua. Inoltre le guardie vennero poste su puntje van de vlaggemast (Point de Galle) e het nieuwe puntje per impedire alle persone di recarsi al relitto. Non è stato stabilito dove sia nieuwe puntje, poiché in passato diversi luoghi avevano portato quel nome. Nel XVIII secolo era un luogo vicino al bastione di Akersloot sul lato est della città. Dalle mappe e dal libro mastro della VOC sappiamo che alla fine del 1662 era in corso la costruzione sul lato est della città e chiamata Nieuw werck. Ciò suggerisce che het nieuwe puntje potrebbe essere il bastione di Aeolus e suggerisce che il relitto deve essere verso il mare tra Point de Galle e il bastione di Aeolus.
Dopo i primi tentativi nel 1993 di rilevare l'area sud-est della città, nel 1996 e nel 1997 sono stati effettuati rilevamenti con sonar a scansione laterale e magnetometri e sono stati trovati alcuni bersagli sonar, ma al momento si è deciso di ritardare l'ispezione per evitare il pericolo di saccheggio.

### Fonti
1. ↑  van Duivenvoorde 2015, p. 144.
2. 1 2 3 4 5 6 7 8 9 10 11 12 13 14  Green, Parthesius 1997, p. 15.
3. 1 2 3 4 5 6 7 8  Green, Souter 2005, p. 12.
4. ↑  Maritimeasia.
5. 1 2 3 4 5 6  Green, Souter 2005, p. 13.
6. 1 2 3 4 5 6 7 8 9 10  Green, Souter 2005, p. 14.